# Przysieka Polska
Przysieka Polska (pol. hist. Przesieka Polska) – wieś w Polsce położona w województwie wielkopolskim, w powiecie kościańskim, w gminie Śmigiel. W pobliżu miejscowości działała kiedyś duża cegielnia (obecnie nieczynna) co związane było z bliskością występowania złoża iłów ceramiki budowlanej.

## Historia
Wieś pierwotnie związana była z Wielkopolską. Istnieje co najmniej od końca XIII wieku. Po raz pierwszy wymieniana w archiwalnym, łacińskojęzycznym falsyfikacie datowanym na 1298 pod nazwą Parva Przisieka, 1404 Polska Przeszeka, 1417 Polonicalis Przesseka, 1422 Polska Przesseka, 1429 Przesszeka Polonicalis, 1429 Przesszeka, 1436 Przesyeka, Przescheka, 1436 Polonica Przesseca, 1448 Przeszyeka, 1479 Polonicalis Przeszyeka, 1581 Przisieka Polska, 1489 Polonicalis Przeseka, 1530 Przesyeka Polonorum.
Miejscowość była własnością szlachecką należącą do lokalnej szlachty wielkopolskiej z rodu Gryżyńskich, Bnińskich, Osowskich, Śmigielskich. W 1470 wieś leżała w powiecie kościańskim Korony Królestwa Polskiego. W 1510 miejscowość należała do parafii Czacz.
Po raz pierwszy miejscowość wspomniana w falsyfikacie z 1298 gdzie odnotowano granicę pomiędzy Przesieką Polską oraz Przesieką Niemiecką. W 1404 Paweł i Więchno sołtysi przysieccy toczyli proces sadowy z opatem lubińskim. W 1417 Paweł Rychnowski sołtys w Przysiece Polskiej toczył proces z Małgorzatą Walermulewą, z Popowa koło Śmigla, o drewno, o które został pozwany, a którego nie chciał wywieźć.
W latach 1397–1430 jako właściciel we wsi odnotowany został Przybysław Gryżyński z Brenny. W 1422 sąd ziemski utrzymał żonę Przybysława Małgorzatę w prawie do oprawy wdowiej, zapisanej jej przez męża m.in. na Przysiece Polskiej. W 1445 Jan z Jaszkowa otrzymał w podziale majątkowym od Andrzeja i Wojsława z Gryżyny m.in. Przysiekę Polską. W 1448 Jan dał bratu rodzonemu Andrzejowi m.in. majątek we wsi Przysieka Polska. W 1470 Andrzej Bniński dał Piotrowi, Andrzejowi, Janowi, Mikołajowi i Stanisławowi Bnińskim ze Śmigla w działach majątkowych Śmigiel wraz m.in. z Przysieką Polską. W 1483 Mikołaj Śmigielski oprawił swej żonie Róży posag oraz wiano m.in. na Przysiece Polskiej. W 1485 Jan Śmigielski sprzedał z zastrzeżeniem prawa odkupu Sędziwojowi Korzbokowi Trzebawskiemu wieś Przysieka Polska za 100 grzywien. W 1487 Sędziwój dał te dobra zięciowi Mikołajowi Kluczewskiemu jako posag swojej córki Agnieszki. W 1488 Mikołaj Kluczewski sprzedaje czynsze ze wsi Małgorzacie wdowie po Janie Gorazdowskim 8 grzywien, a Marcinowi wójtowi z Lubusza 2 grzywny. W 1489 Mikołaj Kluczewski sprzedał z zastrzeżeniem prawa odkupu swojemu bratu Piotrowi, plebanowi w Wonieściu, wieś Przysieka Polska oraz folwark w Białym Jeziorze za 80 grzywien.
W 1497 król polski Jan Olbracht nadał Janowi Firlejowi, a następnie staroście wschowskiemu Piotrowi Górskiemu prawo do dóbr Piotra Kluczewskiego w Przysiece Polskiej oraz w Białym Jeziorze, z powodu niedopełnienia przez Piotra obowiązku uczestnictwa w pospolitym ruszeniu w czasie wojny polsko-tureckiej jaka miała miejsce w latach 1485–1503.
W 1508 Elżbieta wdowa po Janie Bnińskim Śmigielskim wraz z synami Andrzejem i Stanisławem sprzedali z zastrzeżeniem prawa odkupu Janowi Miaskowskiemu swoją część we wsi za 200 grzywien. W 1510 Wojciech i Stanisław Śmigielscy dali w działach bratu Andrzejowi m.in. Przysiekę Polską. W 1510 Przysieka Polska jest w zastawie u pana Jana Miaskowskiego. W 1511 Andrzej Śmigielski wykupuje zastaw na wsi od synów zmarłego Jana Miaskowskiego i w 1511 sprzedaje miejscowość Katarzynie żonie Mikołaja Osowskiego za 330 grzywien. W 1518 Baltazar Osowski otrzymał wraz z braćmi Andrzejem, Piotrem i Wojciechem wsie Tuchorza oraz Przysiekę Polską. W latach 1565–1569 jako właściciel we wsi notowany był Jan Osowski, syn Baltazara. W 1590 Stanisław Osowski sprzedał wieś Janowi Gajewskiemu z Błociszewa za 3400 złotych.
Wieś odnotowano również w historycznych rejestrach podatkowych. W 1510 wieś miała 7 łanów osiadłych oraz 0,5 łana opuszczonego, sołectwo miało 2 łany oraz karczmę. W 1530 miał miejsce pobór od 6 łanów. W 1563 pobrano podatki od 7 łanów, wiatraka dorocznego oraz karczmy. W 1566 pobór odbył się od 7 łanów, 2 zagrodników, karczmy, wiatraka dorocznego. W 1581 pobrano podatki od 6 łanów oraz 3 wiatraków.
W 1581 wieś Przysieka Polska położona była w powiecie kościańskim województwa poznańskiego w Rzeczypospolitej Obojga Narodów.
W wyniku II rozbioru Rzeczypospolitej w 1793, miejscowość przeszła w posiadanie Prus i jak cała Wielkopolska znalazła się w zaborze pruskim. W okresie Wielkiego Księstwa Poznańskiego (1815-1848) miejscowość wzmiankowana jako Przysieka polska należała do wsi większych w ówczesnym powiecie Kosten rejencji poznańskiej. Przysieka polska należała do okręgu kościańskiego tego powiatu i stanowiła część majątku Czacz, który należał wówczas do Marcelego Żółtowskiego. Według spisu urzędowego z 1837 roku Przysieka polska liczyła 122 mieszkańców, którzy zamieszkiwali 13 dymów (domostw).
W latach 1975–1998 miejscowość administracyjnie należała do województwa leszczyńskiego.
Zobacz też: Przysieka